# Граб сердцелистный
Граб сердцелистный (лат. Carpinus cordata) — вид лиственных деревьев из рода Граб (Carpinus) семейства Берёзовые (Betulaceae).

## Ботаническое описание
Дерево высотой 10—12  м, в редких случаях до 15 м, при диаметре ствола 20—30 (до 50) см. Крона раскидистая, очень густая. Кора молодых деревьев серебристо-серая, с возрастом глубоко растрескивающаяся. Молодые веточки и черешки листьев вначале волосистые, затем голые.
Корневая система поверхностная, но обильная, с сильными боковыми корнями и только на жирных почвах более углублённая с подобием стержневого корня.
Почки яйцевидные или ланцетные, боковые длиной 7-12 мм, конечные — до 20 мм. Листья яйцевидные или продолговато-яйцевидные, вверху заострённые, в основании узко-сердцевидные, длиной 7—12 см, шириной до 6 см, по краю неравномерно удвоенно-пильчатые, на черешках длиной 1—3 см. Прилистники рано опадающие, ланцетные, длинно-волосистые, длиной до 3 см.
Тычиночные серёжки рыхлые, длиной 4—8 см, на густо волосистых ножках длиной до 1 см. Прицветные чешуи плёнчатые, продолговатые, заострённые, желтовато-бурые, по краю и на конце густо и длинно ресничатые, длиной 4—7 мм. Пестичные серёжки зелёные, поникающие, цилиндрические, густые, длиной 6—25 см, диаметром до 5 см, на ножке в 2—3 см дл., черепичатые от разросшихся прицветных чешуек. Чешуйки овальные, заострённые, длиной 2—3 см, шириной 0,7—1,5 см, с сетчатым жилкованием, неровно острозубчатые, в основании с широким зубчатым ушком прикрывающим орешек, снаружи внизу щетинистые.
Плод — эллиптический, угловатый, неясно ребристый, голый орешек. На 1 кг приходится около 30 000 чистых обескрыленных семян.
Листья распускаются в конце мая. Цветение проходит в начале июня. Плодоношение с июля до начала сентября.

## Распространение и экология
В природе ареал вида охватывает Северо-Восточный Китай, Японию, встречается на полуострове Корея. В России этот вид встречается только на юге Приморского края, верхний предел его распространения в Южном Приморье 400—500 м над уровнем моря.
В естественных условиях одиночно растёт во втором ярусе чёрнопихтовых и кедрово-широколиственных лесов, иногда и елово-широколиственных. 
Теплолюбив (вымерзает в Хабаровске).  
Выносит сильное отенение развивая очень развесистую густую крону и очень низкие живые сучья. К почве неприхотлив, мирится даже с мелкими каменистыми и сухими, но предпочитает свежие, наносные почвы с большим запасом перегноя.  
В вегетационный период требователен к влажности воздуха. На заболоченных участках и на участках с избыточным увлажнением почвы не встречается. Достигает обычно 50—60-летнего возраста, дальше развиваются суховершинность и сердцевинная гниль, и дерево быстро отмирает. Другой источник утверждает, что лучше других пород противостоит повреждениям грибками и насекомыми. На лучших почвах доживает без болезней до более преклонного возраста. 
Возобновляется семенами, пнёвой порослью и корневыми отпрысками. Разводится семенами и отводками.
Насекомым-вредителем граба является короед заболонник уссурийский грабовый (Scolytus claviger).
По данным Л. В. Любарского и Л. Н. Васильевой на грабе сердцелистном найдены следующие дереворазрушающие грибы: трутовик окаймлённый (Fomitopsis pinicola), трутовик ложный (Phellinus igniarius), трутовик настоящий (Fomes fomentarius), трутовик плоский (Ganoderma applanatum), трутовик кленовый (изредка), трутовик горбатый (Trametes gibbosa).

## Значение и применение
В культуре с 1879 года. В посадках весьма декоративен благодаря крупной, очень изящной листве; пригоден для одиночных и групповых посадок в садах и парках. Хорошая почвозащитная порода, пригоден для второго яруса в полезащитных лесных полосах.
Обладает мощной побегопроизводительной способностью, легко переносит стрижку и может образовывать красивую и почти непроницаемую живую изгородь.
Древесина белая, безъядровая, заболонная, рассеяннопоровая, со слабо заметными волнистыми слоями, часто свилеватая, очень твердая и прочная, упругая и тяжелая, трудно колется, устойчива против истирания и ударных воздействий, хорошо окрашивается и имитируется под черное дерево. Пригодна на токарно-столярные изделия, рукоятки и колодки для инструментов, детали сельскохозяйственных и текстильных машин, для обозного производства, деталей музыкальных инструментов и других целей. Дрова высококалорийные и дают хороший древесный уголь.
Из орешков иногда жмут масло, употребляемое в пищу.
Листья могут употребляться на корм скоту. Листья и тонкие ветки поедаются пятнистым оленем (Cervus nippon) в течение круглого года; зимой поедаются косулей; почки — любимая пища рябчика.

## Таксономия
Вид Граб сердцелистный входит в род Граб (Carpinus) подсемейства Лещиновые (Coryloideae) семейства Берёзовые (Betulaceae) порядка Букоцветные (Fagales).
|  |                                      |  |                                                             |                                                             |                     |  | ещё 7 семейств (согласно Системе APG II) | ещё 7 семейств (согласно Системе APG II)                   |                                                            |  |  |  | ещё 3 рода   | ещё 3 рода             |  |  |
|  |                                      |  |                                                             |                                                             |                     |  | ещё 7 семейств (согласно Системе APG II) | ещё 7 семейств (согласно Системе APG II)                   |                                                            |  |  |  | ещё 3 рода   | ещё 3 рода             |  |  |
|  |                                      |  |                                                             | порядок Букоцветные                                         |                     |  |                                          |                                                            | подсемейство Лещиновые                                     |  |  |  |              | вид Граб сердцелистный |  |  |
|  |                                      |  |                                                             | порядок Букоцветные                                         |                     |  |                                          |                                                            | подсемейство Лещиновые                                     |  |  |  |              | вид Граб сердцелистный |  |  |
|  | отдел Цветковые, или Покрытосеменные |  |                                                             |                                                             | семейство Берёзовые |  |                                          |                                                            | род Граб                                                   |  |  |  |              |                        |  |  |
|  | отдел Цветковые, или Покрытосеменные |  |                                                             |                                                             |                     |  |                                          |                                                            |                                                            |  |  |  |              |                        |  |  |
|  |                                      |  | ещё 44 порядка цветковых растений (согласно Системе APG II) | ещё 44 порядка цветковых растений (согласно Системе APG II) |                     |  |                                          | ещё одно подсемейство, Берёзовые (согласно Системе APG II) | ещё одно подсемейство, Берёзовые (согласно Системе APG II) |  |  |  | ещё 40 видов |                        |  |  |
|  |                                      |  |                                                             | ещё 44 порядка цветковых растений (согласно Системе APG II) |                     |  |                                          |                                                            | ещё одно подсемейство, Берёзовые (согласно Системе APG II) |  |  |  |              |                        |  |  |